# Razsoljevanje
Razsoljevanje ali desalinizacija je proces izločevanja soli in drugih mineralov iz slane (morske) vode.
Razsoljena voda se lahko uporablja kot pitna voda, za kuhanje in druge namene, lahko pa tudi za namakanje oziroma zalivanje rastlin.  Sekundarni produkt razsoljevanja je sol. Razsoljevanje se pogosto uporablja na ladjah in podmornicah. Številne države nimajo dostopa do sladke vode in imajo malo padavin, zato razsoljujejo morsko vodo. Razvijajo čedalje učinkovitejše postopke razsoljevanja s čim manjšo porabo energije in čim manjšim deležem soli, ki preostane v razsoljeni vodi.
Cena razsoljene vode je višja na primer od cene sladke vode, vendar kdaj ni drugih alternativ. Leta 2013 so cene za kubični meter (1000 litrov) razsoljene vode znašale 0,50–1 ameriški dolar.
Poraba energija je lahko v nekaterih primerih samo 3 kWh/m3,, kar je približno enako transportu sladke vode na daljšo razdaljo. Na kratko razdaljo je sicer poraba za transport 0,2 kWh/m3 ali manj.
Najmanjša teoretična (po zakonih fizike) poraba za razsoljevanje je približno 1 kWh/m3. Dosegli so pod 2 kWh/m3  z obratno osmozo.
| Metoda                                           | Večfazna ravnotežna destilacija | Večstopenjska destilacija | Mehanska parna kompresija | Obratna osmoza |
| ------------------------------------------------ | ------------------------------- | ------------------------- | ------------------------- | -------------- |
| Električna energija kWh/m3                       | 4–6                             | 1,5–2,5                   | 7–12                      | 3–5,5          |
| Toplotna energija kWh/m3                         | 50–110                          | 60–110                    | 0                         | 0              |
| Električna energija ekvivalentna toplotni kWh/m3 | 9,5–19,5                        | 5–8,5                     | 0                         | 0              |
| Skupna ekvivalenta električna energija kWh/m3    | 13,5–25,5                       | 6,5–11                    | 7–12                      | 3–5,5          |